# Соколов, Иван Иванович (Герой Социалистического Труда)
Иван Иванович Соколов — советский хозяйственный, государственный и политический деятель, Герой Социалистического Труда.

## Биография
Родился в 1921 году в селе Кузовка. Член ВКП(б) с 1945 года.
Участник Великой Отечественной войны. С 1942 года — на хозяйственной, общественной и политической работе. В 1942—1980 гг. — учитель и директор неполной средней школы в селе Головщино, а затем в селе Большой Самовец Грязинского района, директор детского дома в городе Грязи, директор Голосновского детского дома, секретарь парткома Маловерейской машинно-тракторной станции, инструктор Голосновского райкома КПСС, председатель колхоза «Заветы Ильича» Голосновского района. В 1961–1980 председатель колхоза «Новосильский» Семилукского района Воронежской области.
Указом Президиума Верховного Совета СССР от 23 июня 1966 года присвоено звание Героя Социалистического Труда с вручением ордена Ленина и золотой медали «Серп и Молот».
Избирался депутатом Верховного Совета РСФСР 7-го созыва (1967–1971). Также избирался депутатом Воронежского областного совета депутатов трудящихся.
Умер в 2007 году.